# Sukanya
Sukanya (en sanskrit « सुकन्या », romanisé en « Sukanyā », signifiant  « merveilleuse vierge ») est une princesse dans la mythologie hindoue. Elle est la fille de Sharyati (fils de Vaivasvata Manu (en)) et l'épouse du sage Chyavana (en).

## Légende

### Rencontre et mariage avec Chyavana
Son histoire est narrée dans le Vana Parva (en), troisième des dix-huit parvas (livres) de l’épopée indienne du Mahabharata. Elle commence avec le sage Chyavana. Il était tellement absorbé par ses pratique austères au bord d'un lac que des termites avaient entassé leurs monticules sur tout son corps, ne laissant derrière eux que ses yeux. Un jour, le roi Sharyati, accompagné de son armée et de sa maisonnée, vint visiter les lieux. Sukanya, fille du roi Sharyati, ne voyant que deux yeux brillants dans ce qui semblait être une fourmilière, les piqua avec un bâton. Chyavana ressentit alors une douleur intense et entra dans une fureur intense. Il bloqua les fonctions excrétoires des hommes de l'armée de Sharyati. Il ne fut apaisé qu'après que le roi lui eut donné sa fille, Sukanya, en mariage.

### Le bon choix
Un jour, les Ashvins, jumeaux divins, visitèrent l'ermitage de Chyavana et aperçurent la belle Sukanya se baignant. Ils tentèrent de convaincre Sukanya de rejeter le vieux et laid Chyavana et d'accepter l'un d'eux comme époux. Furieuse, la princesse rejeta leur proposition. Les divinités promirent alors de rendre d'abord la jeunesse et la vue à Chyavana, afin qu'elle puisse faire un choix impartial entre son mari actuel et l'un d'eux. La princesse fut tentée, car cela lui rendrait la vigueur. Sukanya promit d'étudier leur proposition et en informa Chyavana. À la demande de Chyavana, Sukanya demanda aux Ashvins de la laisser faire son choix. Tous trois prirent un bain dans le lac et en ressortirent avec la même jeunesse et la même apparence divine. Chacun d'eux demanda Sukanya comme épouse, mais elle réussit à identifier Chyavana et le choisit, selon certains récits, après avoir prié Adi Parashakti.
Sukanya réussit à identifier Chyavana en observant les yeux des trois divinités ; les Devas ne clignent pas des yeux, et elle choisit donc celui qui clignait des yeux. En remerciement pour sa jeunesse et sa vue retrouvées, Chyavana assura aux Ashvins qu'il veillerait à ce que les divinités reçoivent leur part des offrandes sacrificielles.

### Descendance
Selon le Mahabharata, Sukanya et Chyavana ont eu un fils : Pramati.